# Anrampungsneigung
Die Anrampungsneigung Δs (in der Schweiz sekundäre Längsneigung Δi) ist ein Fachbegriff im Straßenbau und bezeichnet die auf die Neigung der Gradiente bezogene Längsneigung eines Fahrbahnrandes. Sie tritt in Verwindungsbereichen (Wechsel der Querneigung der Fahrbahn) auf. 
Sie wird aus dem Abstand zwischen Fahrbahnrand und Drehachse a, Querneigungsänderung Δq und der Länge des Verwindungsbereichs l berechnet:
{\displaystyle \Delta s={\frac {a\cdot \Delta q}{l}}}
Die Mindestlänge der Verwindungsstrecke ergibt sich damit zu:
{\displaystyle \min Lv={\frac {\Delta q}{max\Delta s}}\cdot a}

## Grenzwerte für Deutschland
Das für Landstraßen einschlägige technische Regelwerk Richtlinien für die Anlage von Landstraßen (RAL) gibt Mindest- und Höchstwerte für die Anrampungsneigung je nach Entwurfsgeschwindigkeit vor. Hieraus lassen sich Mindest- und Höchstlängen des Verwindungsbereichs berechnen.
| Entwurfsklasse | max Δs [%] | min Δs [%] bei q ≤ 2,5 % |
| -------------- | ---------- | ------------------------ |
| EKL 1/EKL 2    | 0,8        | 0,1 * a                  |
| EKL 3          | 1,0        | 0,1 * a                  |
| EKL 4          | 1,5        | 0,1 * a                  |

Auf Autobahnen gelten folgende Grenzwerte der Richtlinien für die Anlage von Autobahnen (RAA):
| Entwurfsklasse | min Δs [%] | max Δs [%] bei a < 4,00 m | max Δs [%] bei a ≥ 4,00 m |
| -------------- | ---------- | ------------------------- | ------------------------- |
| EKA 1/EKA 2    | 0,10 * a   | 0,225 * a                 | 0,9                       |
| EKA 3          |            | 0,25 * a                  | 1,0                       |

Für Innerortsstraßen gelten die Grenzwerte der RASt:
| Straßentyp                                        | max Δs [%]               | min Δs [%] |
| ------------------------------------------------- | ------------------------ | ---------- |
| angebaute Stadtstraße                             | keine Vorgabe            | 0,1 * a    |
| anbaufreie Hauptverkehrsstraße mit vzul = 50 km/h | 0,50 * a 2,0 (a ≥ 4,0 m) | 0,1 * a    |
| anbaufreie Hauptverkehrsstraße mit vzul = 70 km/h | 0,40 * a 1,6 (a ≥ 4,0 m) | 0,1 * a    |

## Grenzwerte für die Schweiz
In der Schweiz sind in der Norm VSS 40 120 folgende Grenzwerte definiert:
| Strassentyp                                    | max Δi [%] | min Δi [%] bei p ≤ 3,0 % |
| ---------------------------------------------- | ---------- | ------------------------ |
| Hochleistungsstrassen                          | 1,0        | 0,1 * a                  |
| Übrige Strassen ausserhalb besiedelter Gebiete | 1,5        | 0,1 * a                  |
| Übrige Strassen innerhalb besiedelter Gebiete  | 2,0        | 0,1 * a                  |